# Готівковий обіг
Готівковий обіг — це рух грошей у формі готівки та виконання ними функцій засобу платежу і засобу обігу. Готівкові гроші використовуються для забезпечення реалізації товарів, а також для розрахунків, безпосередньо не пов'язаних з рухом товарів та послуг. Розрахунками, безпосередньо не пов'язаних з рухом товарів та послуг, є розрахунки з виплати пенсій, заробітної плати, стипендій, премій, допомоги, страхових відшкодувань, платежі населення за комунальні послуги, оплата цінних паперів і доходів за ними тощо.
Особливостями готівкового обігу є:
1. він є обмеженим;
2. сфера готівково-грошового обороту жорстко регулюється законодавчими і нормативними актами;
3. частка цієї сфери в усьому грошовому обігу визначається загальним станом економіки;
4. з готівкового обігу починаються розрахунки всієї грошової маси.

У сфері готівкового обігу гроші рухаються поза банками, безпосередньо обслуговуючи відносини економічних суб'єктів. Такий рух безготівкових грошей забезпечує відносини між фізичними особами, між населенням і юридичними особами, між населенням і державними установами тощо.
Готівковий рух грошей здійснюється за допомогою різних видів грошей: банкнот, металевих монет, інших кредитних інструментів (векселів, чеків, кредитних карток).
Емісію готівкових грошей здійснює Національний банк України. Він випускає готівкові гроші в обіг і вилучає їх, якщо вони стають непридатними до вжитку, а також змінює гроші на нові зразки купюр та монет.
Основним нормативним актом, який регулює готівковий обіг, є інструкція Національного Банку України «Про ведення касових операцій банками України» від 25 вересня 2018 року.
Готівка, яку отримують підприємство або організація на виплату зарплати чи стипендії, зберігається в касах протягом трьох робочих днів, сільськогосподарських і залізничних підприємств — п'яти робочих днів, включаючи день отримання готівки в банку. Після закінчення цих термінів гроші повертаються до банківських установ.
Підприємства, які мають грошову виручку, можуть залишати у своїх касах готівку для оплати праці, не більше трьох робочих днів, а сільськогосподарські організації—не більше п'яти робочих днів. Видача готівки підприємством на зарплату, стипендію і грошове постачання військовослужбовцям, здійснюється установами банків в терміни встановлені відповідно до:
- а) колективних договорів;
- б) постанов уряду;
- в) розпоряджень центральних органів виконавчої влади;
- г) вказівок правління НБУ.